# Guibray
Guibray est un quartier de la commune française de Falaise dans le département du Calvados.

## Histoire
Le site de Guibray est occupé dès l'époque mérovingienne par un sanctuaire remplacé par la suite par l'église Notre-Dame de Guibray.
Lors de la création des communes sous la Révolution, la paroisse de Guibray, devenue commune sous le nom révolutionnaire de Guibray-la-Montagne, est réunie à la commune de Falaise.
La foire de Guibray se tenait tous les ans à l'Assomption. Elle commençait le 15 août et durait 15 jours. Une partie des anciennes loges existent encore dans le centre de Guibray. Elles font l’objet d’une inscription au titre des monuments historiques depuis le 19 août 1975.